# 白马公园

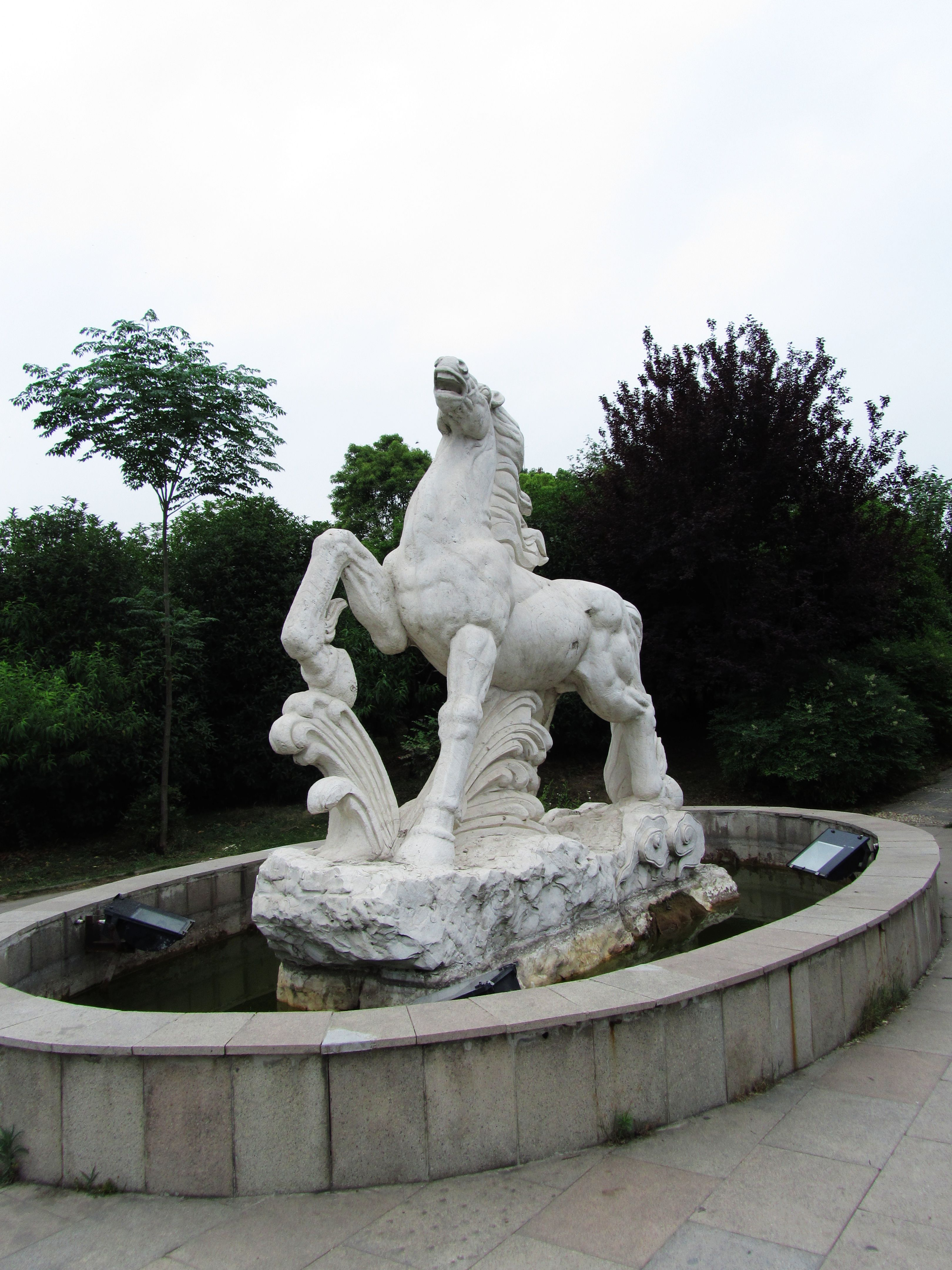
白马公园主题雕塑

白马公园又名白马石刻公园，位于中国江苏省南京市玄武区钟山风景区的湖山结合部，建成于2000年10月，为一处收集、保存和展示石刻文物的主题公园，占地五百亩，分为西部园区、石刻园区、自然林区和娱乐园区四个部分。园内迁入南京及周边地区散落的石刻文物100余件，其时代上至六朝，下至明清，以明清时期为主，部分为露天展示，部分则展出于其中的白马石刻艺术博物馆。

## 主要收藏
- 六朝石龟2件。
- 宋代神道石刻4件，自雨花台区铁心桥乡马家店迁入。

- 明代石刻券门一组，俗称“马娘娘梳妆台”，自玄武区明故宫遗址迁入，原在明故宫武英殿遗址以北，可能位于后宫范围内，亦被推测为花园假山构件。

- 明代康茂才墓石刻9件，自鼓楼区小市镇安怀村迁入。
- 明代神乐观澧泉井碑1件，永乐四年（1406年），自秦淮区天坛新村江苏冶金机械厂内迁入。

- 清代蒋廷锡故宅石门4件，自常熟市老街迁入。

- 其他：

## 交通

### 公共汽车
| 白马公园   | 白马公园        | 白马公园 | 白马公园        | 白马公园             |
| 编号       | 路线            | 路线     | 路线            | 备注                 |
| ---------- | --------------- | -------- | --------------- | -------------------- |
| 20         | 莫愁湖公园西门  | →        | 明孝陵停车场    |                      |
| 20         | 莫愁新寓        | ←        | 明孝陵停车场    |                      |
| 20观光区间 | 明孝陵停车场    | ⇆        | 白马公园        | 仅节假日服务         |
| 20区间     | 莫愁湖公园西门  | →        | 白马公园        |                      |
| 20区间     | 莫愁新寓        | ←        | 白马公园        |                      |
| 24         | 金科院幕府校区  | ⇆        | 白马公园        |                      |
| 48         | 奥体新城        | ⇆        | 白马公园        |                      |
| 91         | 郑和南路        | ⇆        | 白马公园        |                      |
| 125        | 燕子矶公园      | ⇆        | 白马公园        |                      |
| 140        | 仙新路地铁站    | ⇆        | 白马公园        |                      |
| 308        | 旭日景城总站    | ⇆        | 白马公园        |                      |
| 315        | 南京站·北广场东 | →        | 南湾营南        | 合并原 203（第一代） |
| 315        | 南京站·北广场东 | ←        | 马高路西        | 合并原 203（第一代） |
| 315区间    | 明孝陵停车场    | ⇆        | 南京站·北广场东 | 仅节假日服务         |

### 地铁
南京地铁四号线岗子村站下，沿龙蟠路向南走300米，位于路东。